# Timbres de France 1862
Cet article recense les timbres de France émis en 1862 par l'administration des postes.
Aucun timbre n'est émis en 1861, se reporter à l'article « Timbres de France 1860 » pour l'année précédente.

## Légende
Cet article présente les étapes importantes de l'histoire postale et philatélique française, selon l'ordre chronologique, ainsi que les principaux tarifs postaux en usage.
Puis, pour chaque timbre-poste, le texte rapporte les informations suivantes :
- date d'émission,
- valeur faciale et description, formes de vente,
- artistes concepteurs et genèse du projet,
- date de retrait, tirage et chiffres de vente,

ainsi que les informations utiles pour une émission donnée.

## Généralités
Les émissions portent la mention « EMPIRE FRANC », référence au régime politique du Second Empire. La valeur faciale libellée en centimes (C).
La nouveauté des émissions de 1862 est l'utilisation de la perforation en ligne (appelée alors « pointillage ») ou dentelure des timbres pour faciliter leur séparation. Le matériel d'impression reste le même que les séries non dentelées précédentes. La « perforation en ligne » (ou dentelure) est une opération supplémentaire qui ne modifie pas l'impression des timbres-poste, il n'y a d'ailleurs aucune rupture entre les deux tirages pour les valeurs déjà en usage : mêmes encres, mêmes papiers et mêmes planches d'impression. Ainsi dans ses inventaires, l'administration ne fera pas la différence, puisque pour elle c'est le même timbre, avec la même valeur faciale. Les timbres dentelés remplaceront au fur et à mesure les non dentelés des tirages antérieurs, en fonction de l'épuisement des stocks dans les bureaux de poste. La recherche de la première date d'apparition de ces timbres dentelés est toujours d'actualité.
La machine utilisée réalise, rang par rang de timbres, des perforations disposées en 14 trous pour 2 cm à l'horizontale, et 13,5 trous par 2 cm à la verticale. Il existe de nombreuses anomalies de la perforation, des timbres plus grands ou plus petits, des dentelures partielles, décalées, etc.
| Perforation par « peigne » |                     |  |
|                            |                     |  |
| Première ligne,            | puis deuxième ligne |  |

En décembre, le 2 centimes prévus depuis la loi de 1856 pour l'affranchissement des imprimés est émis sur un nouveau type dénommé « Empire lauré »: l'effigie de Napoléon III est représenté portant une couronne de lauriers. C'est un hommage aux succès militaire de la campagne d'Italie de 1859, au cours de laquelle la France apporte son aide à Victor-Emmanuel II, roi de Sardaigne contre une invasion par l'empire d'Autriche. Ce dessin est progressivement imposé à toutes les valeurs jusqu'au 1 centime olive sur azuré émis le 29 mai 1870.

### Tarifs
Le premier janvier entre en application une nouvelle grille tarifaire pour les courriers intérieurs, avec une augmentation des poids pour les deux premières tranches (ou « échelons »).
| Échelon de poids              | Tarif du 1er janvier 1862 | Date d'émission du timbre correspondant |
| ----------------------------- | ------------------------- | --------------------------------------- |
| 1er : jusqu'à 10 g            | 20 c.                     | 1er juillet 1854                        |
| 2e : de 10 g à 20 g           | 40 c.                     | septembre 1853                          |
| 3e : de 20 à 100 g            | 80 c.                     | 4 décembre 1854                         |
| par tranche de 100 g, au-delà | 80 c.                     | 4 décembre 1854                         |

C'est donc indirectement une nouvelle baisse des tarifs.

## Août

### Napoléon III, 20 centimes bleu, dentelé

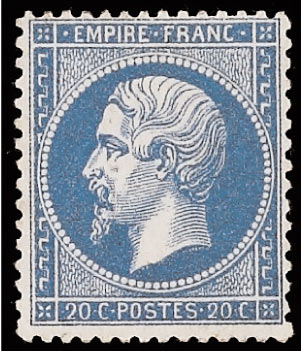
20 centimes bleu « Empire » dentelé, effigie de Napoléon III. Premier timbre français dentelé

À partir du 13 août, est fabriqué un timbre d'usage courant à l'effigie de l'empereur Napoléon III légendé « EMPIRE FRANC ». D'une valeur de 20 centimes et de couleur bleu, il est le premier timbre-poste de France émis dentelé ; cela fait suite à des expériences de dentelure par de grandes entreprises qui avaient été autorisées par l'administration des postes pour faciliter le détachement des figurines.
Il prend la suite du 20 centimes non dentelé émis en juillet 1854. La première date d'usage connue est le 19 septembre 1862 (à Paris). Il n'y a pas de date d'émission officielle, ni de différences selon l'administration postale, entre les timbres-poste non dentelés et ceux dentelés (voir généralités), le 20c empire dentelé suit le 20c non dentelé, et apparait au fur et à mesure de l'épuisement des stocks de ce dernier dans les Bureaux de Poste.
Le type Napoléon III « EMPIRE » est l'œuvre initialement réalisée par le graveur général à la Monnaie de Paris, Jacques-Jean Barre. Les nouvelles gravures après 1855 sont réalisées par son fils et successeur Désiré-Albert Barre. Le timbre est imprimé en typographie en feuille de trois cents exemplaires.
Le 20 centimes bleu est remplacé par le 20 centimes bleu au type Empire lauré émis en avril 1867. Cependant, les timbres restants sont encore utilisés jusqu'en septembre - octobre 1871. Le tirage total de ce timbre destiné à affranchir à la lettre simple de moins de 10 grammes est d'environ 1,1 milliard d'exemplaires.
La teinte varie d'un bleu clair, bleu ciel, à un bleu très foncé (1864), en passant par des teintes bleu grisâtre, le papier est blanc ou bleuté. Fin 1863, durant une courte période un papier lilas rose pâle a été utilisé (teinte faible).

### Napoléon III, 10 centimes bistre, dentelé
Le 19 août, est émis un timbre d'usage courant dentelé de 10 centimes et de couleur bistre à l'effigie de l'empereur Napoléon III légendé « EMPIRE FRANC ». Il prend la suite du timbre non dentelé de mêmes valeur et couleur émis en décembre 1853. Il sera remplacé en octobre 1867 par un timbre de même couleur pour le même usage au type « Napoléon Lauré ».
Le type Napoléon III « EMPIRE » est l'œuvre de Jacques-Jean Barre gravé par son fils et successeur Désiré-Albert Barre. Le timbre est imprimé en typographie en feuille de trois cents exemplaires comportant deux panneaux de 150 timbres séparés par une marge d'environ deux centimètres, puis coupée en deux feuilles de 150 timbres-poste (15 lignes de 10 timbres) pour la vente.
Le tirage total est d'environ 336 millions de timbres dont la quasi-totalité sera vendu.
L'impression se fait en continu de 1862 à 1867, la teinte varie du bistre clair au brun-jaune vif soutenu (en 1867), en passant par des teintes intermédiaires ternes ou bistre-jaunâtre. Le papier est assez constant, légèrement teinté dans la masse en jaune pâle, parfois blanchâtre.

### Napoléon III, 5 centimes vert,dentelé

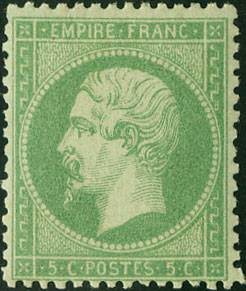
5 centimes vert sur vert « Empire » dentelé, effigie de Napoléon III.

Le 23 août, est émis un timbre d'usage courant dentelé de 5 centimes et de couleur verte à l'effigie de l'empereur Napoléon III légendé « EMPIRE FRANC ». Il prend la suite du timbre non dentelé de mêmes valeur et couleur émis en novembre 1854. Le timbre est retiré de la vente en juin 1872 et remplacé par un timbre de même valeur et même couleur au type Cérès après un avoir été tiré à environ 188 millions d'unités. Il n'existe pas de cinq centimes vert sur vert au type « Empire Lauré ».
Le type Napoléon III « EMPIRE » est l'œuvre de Jacques-Jean Barre gravé par son fils et successeur Désiré-Albert Barre. Le timbre est imprimé en typographie en feuille de trois cents exemplaires disposé en deux panneaux de 150 timbres séparés par une marge d'environ deux centimètres. La feuille est coupée verticalement en deux pour la vente.
Ce timbre a fait l'objet de tirages après la chute du Second Empire, en 1871 et 1872, durant le siège de Paris et La Commune, ainsi qu'au début de la IIIe République. Ces derniers tirages de 1871-1872 sont réalisés sur un papier de teinte variable, et à deux reprises sur un papier bleuté caractéristique.
En dehors de ces variétés de papier particulières, la teinte du timbre varie du vert-jaune clair au vert, en passant par des teintes vert pâle intermédiaires, sur un papier de bonne qualité légèrement teinté verdâtre, ou vert-jaune pâle, avec une période sur papier azuré (1864-1865). On distingue ce tirage de 1865 de ceux de 1871-1872 par la qualité de l'impression qui est de bonne qualité et fine, contrairement aux tirages postérieurs.

## Septembre

### Napoléon III, 40 centimes orange,dentelé

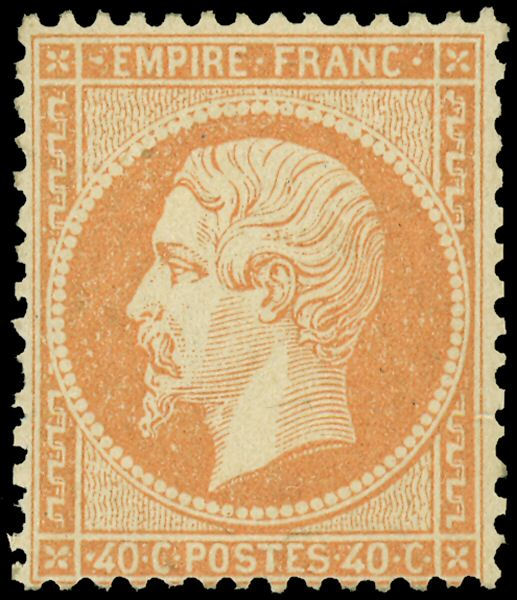
40 centimes orange « Empire » dentelé, effigie de Napoléon III.

En septembre, est émis un timbre d'usage courant dentelé de 40 centimes et de couleur orange à l'effigie de l'empereur Napoléon III légendé « EMPIRE FRANC ». Il prend la suite du timbre non dentelé de mêmes valeur et couleur émis en septembre 1853.
Le type Napoléon III « EMPIRE » est l'œuvre de Jacques-Jean Barre gravé par son fils et successeur Désiré-Albert Barre. Le timbre est imprimé en typographie en feuille de trois cents exemplaires.
Le timbre est remplacé par un 40 centimes orange au type Empire lauré en juillet 1868. Le tirage total est d'environ 67 millions de timbres.

### Napoléon III, 80 centimes rose,dentelé
Le 29 septembre, est émis un timbre d'usage courant dentelé de 80 centimes et de couleur rose à l'effigie de l'empereur Napoléon III légendé « EMPIRE FRANC ». Il prend la suite du timbre non dentelé de mêmes valeur et couleur émis en novembre 1859.
Le type Napoléon III « EMPIRE » est l'œuvre de Jacques-Jean Barre gravé par son fils et successeur Désiré-Albert Barre. Le timbre est imprimé en typographie en feuille de trois cents exemplaires.
Le timbre est remplacé par un 80 centimes rose au type Empire lauré en décembre 1867. Le tirage total est d'environ 17 millions de timbres.

## Octobre

### Napoléon III, 1 centime olive sur bleu,dentelé

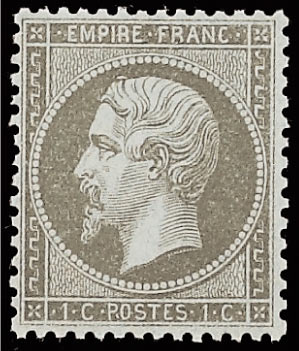
1 centime « Empire » dentelé, effigie de Napoléon III.

Le 15 octobre 1862, est émis un timbre d'usage courant dentelé d'un centime et de couleur olive sur un papier teinté dans la masse en bleu-vert. Il est à l'effigie de l'empereur Napoléon III légendé « EMPIRE FRANC » et remplace le timbre non dentelé de mêmes valeur et couleur sur papier azuré émis en novembre 1860.
Le type Napoléon III « EMPIRE » est l'œuvre de Jacques-Jean Barre gravé par son fils et successeur Désiré-Albert Barre. Le timbre est imprimé en typographie en feuille de trois cents exemplaires.
Le timbre est retiré en 1869 après un tirage d'environ 520 millions d'exemplaires. Il est remplacé en mai 1870, par un timbre de un centime au type Empire lauré, cette valeur ayant retrouvé un nouvel usage.

## Décembre

### Napoléon III, 2 centimes rouge-brun, nouvelle série diteEmpire lauré

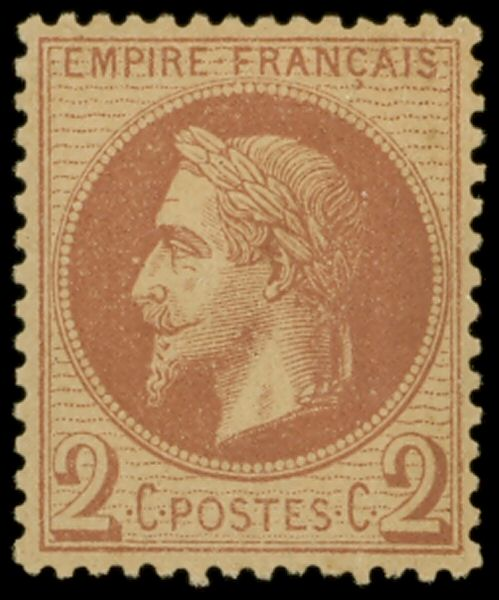
Deux centimes (type 1) « Empire Lauré » dentelé, effigie de Napoléon III.

Le 15 décembre, est émis un timbre dentelé à la valeur de 2 centimes et de couleur rouge-brun (officiellement défini comme « brun Van Dyck »). Cette nouvelle valeur faciale emploie une nouvelle effigie de l'empereur Napoléon III, dite au type Empire lauré : sur un fond de lignes horizontales ondulées et fines, moins chargées que les types Cérès et Napoléon III précédents, le médaillon représente l'empereur couronné de lauriers. L'effigie laurée est progressivement reprise sur les autres valeurs qui sont imprimées par la suite, à partir de 1867.
Le dessin et la gravure sont réalisés par Désiré-Albert Barre (1818-1878) qui succède à son père Jacques-Jean Barre à la Monnaie de Paris. Le timbre est imprimé en typographie en feuille de trois cents exemplaires, divisée en deux panneaux de 150 timbres.
La création de ce nouveau type célèbre le succès de la campagne d'Italie de 1859, au cours de laquelle l'armée française aida le royaume de Sardaigne contre une invasion du Piémont par l'empire d'Autriche. Ce dessin sera utilisé aussi pour la fabrication de médailles civiles ou militaires, et pour les pièces de monnaie.

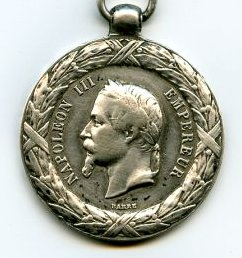
Médaille militaire de la « Campagne d'Italie », gravée par Désiré-Albert Barre, graveur de la Monnaie, à l'effigie de Napoléon III auréolé des lauriers de la victoire.

 Le type Empire lauré présente ici une déclinaison avec fond ligné propre aux petites valeurs faciales (1, 2 et 4 centimes) émises de 1862 à 1870. Le fond ligné et la mise en page sera ultérieurement utilisé pour les petites valeurs au type Cérès imprimé à Bordeaux, puis au début de la Troisième République.
En février 1870, un type 2 du deux centimes lauré fait son apparition et remplace le type 1 au fur et à mesure de l'épuisement des stocks. Les deux types se distinguent par les détails du dessin du menton entre la barbiche et le cou. Le type 1, l'ombre plus forte rend cette zone floue, et peu lisible avec l'usure des planches d'impression.
Le timbre est utilisé jusqu'à épuisement au cours de l'année 1870 et sera alors remplacé par un timbre de même valeur et couleur au type Cérès, en décembre 1870 pour les territoires non occupés par l'armée prussienne (émission provisoire de Bordeaux) puis en mai 1872. Le tirage total du type 1 est d'environ 173 millions d'exemplaires sur six tirages contre 54 millions pour le type 2 (227 millions au total) sur deux tirages, dont une partie durant la Commune de Paris.
Cette valeur a été imprimée pendant presque dix ans, elle présente des variations de teinte : de brun rouge pâle à brun rouge foncé (en 1871), en passant par des teintes qualifiées de chocolat. Le papier par contre est assez contant variant du blanchâtre au crème pour le type 1 et le type 2 présente un papier jaunâtre.

## Réimpressions de 1862
Au cours de l'année, les anciens timbres de France épuisés ou retirés de la vente font l'objet d'une réimpression spéciale. Dans une lettre datée du 5 février 1862, Pearson Hill, le fils et secrétaire du réformateur postal britannique Rowland Hill, demande des exemplaires de ces timbres à l'Administration des postes pour la collection de timbres-poste de son père. Il est alors pris conscience de l'absence de feuilles et de timbres conservés. La direction des Postes demande la réimpression des anciens timbres à Anatole Hulot pour constituer des collections officielles.
Les réimpressions se distinguent des timbres émis par de nouvelles nuances de couleurs et par le papier utilisé. Sont concernés pour les Cérès les 20 centimes noir, 20 centimes bleu non émis, 40 centimes orange, 1 franc rouge, 10 centimes bistre et 15 centimes vert ; et pour le type Prince-Président, les 10 centimes et 25 centimes, plus le 25 centimes légendé « EMPIRE ».
Le 17 septembre 1862, les feuilles non archivées sont détruites par le feu. Malgré cela, des exemplaires ont été retrouvés sur le marché philatélique.